# 米德尔哈尼斯
米德尔哈尼斯（荷蘭語：Middelharnis，荷蘭語：[ˌmɪdəlˈɦarnɪs] ⓘ）是荷兰南荷兰省的一个旧市镇。2009年人口18,000。面积86.79 km²，其中25.63 km²为水域。2013年1月1日，米德尔哈尼斯与市镇胡德雷德、迪尔克斯兰和东弗拉凯合并为新市镇胡雷-上弗拉凱。

## 图集
|  |  |  |